# Великое стояние на Угре (музей-диорама)
Музе́й-диора́ма «Вели́кое Стоя́ние на реке́ Угре́»— первый в России музейный комплекс, посвящённый военной кампании 1480 года. Создан по инициативе и трудами монастыря Калужская Свято-Тихонова пустынь.
В музее рассказывается о победе русской армии под командованием князя Иоанна III над войсками ордынского хана Ахмата, ставшей символом конца татаро-монгольского ига, тяготевшего над Русью 243 года.
Музей расположен в селе Дворцы в 175 км от Москвы и в 20 км от Калуги, в просторной Дворцовско-Залидовской пойме реки Угры, где происходило генеральное сражение 8—11 октября 1480 года. Экспозиция открыта в 2014 году на территории монастырского скита, где расположен также один из значимых храмов Калужской области — в честь иконы Божией Матери «Владимирская».
Диорама выполнена в формате 3D студией военных художников им. М. Б. Грекова. На холсте длиною 23,6 и высотой 6,7 метра заслуженный художник России П. В. Рыженко изобразил 155 персонажей, живописно показал дух и жизнь русского военного лагеря. При просмотре диорамы слышатся выстрелы пушек, цокот копыт, голоса людей, пение птиц, звон колоколов, ощущается запах осенней листвы. В отдельном зале представлены археологические находки, образцы воинского вооружения той эпохи и многое другое. Открытие музея-диорамы состоялось 9 сентября 2014 года, в церемонии принял участие Патриарх Московский и всея Руси Кирилл.